# Бред Пітт
Ві́льям Бре́длі Пітт (англ. William Bradley Pitt) відомий як Бред Пітт (англ. Brad Pitt; нар. 18 грудня 1963, Шауні, Оклахома, США) — американський кіноактор, продюсер, лауреат премій «Оскар» (2014, 2020) та «Золотий глобус» (1996, 2020), «Еммі» (2014), БАФТА (2020) та інших. Співзасновник кінокомпанії Plan B Entertainment.

## Життєпис
Народився 18 грудня 1963 року в м. Шауні, Оклахома, але його дитинство та юнацькі роки пройшли в місті Спрингфілд, штат Міссурі.
Батько, Вільям, працював агентом у фірмі, що займалася автоперевезеннями, тому часто брав сина в подорожі. Мати, Джейн (1940—2025), працювала у школі радником та виховувала дітей. Бред має ще молодшого від нього на два роки брата Дуга та молодшу на 4 роки сестру Джулію.
У дитячі роки не дуже охоче відвідував школу, але навчався непогано. Він також неохоче відвідував баптистську церкву, до якої належали його батьки, тому вже в дорослому віці взагалі відійшов від релігії. Загалом, він був звичайним хлопцем, котрий потроху займався різними видами спорту, слухав платівки Елтона Джона та гурту The Who, раз чи два на тиждень ходив у кіно. Завдяки приязній атмосфері у родині, Бред та його брат і сестра мали дуже щасливе дитинство. Бред виступав у шкільних виставах, але тоді навіть і не мріяв про кар'єру в кіно.
Після закінчення школи хлопець вступив до університету Міссурі, де вивчав журналістику з її застосуванням у галузі реклами. Коли до закінчення університету залишався місяць, Бред кидає його і 1986 року стареньким авто з 325 доларами у кишені приїжджає до Лос-Анджелеса з твердим наміром розпочати акторську кар'єру. Заспокоюючи батьків, він повідомляє, що вирушив до Каліфорнії вивчати дизайн та архітектуру, бо він дуже цікавився цими науками як тоді, так і тепер, а відвідини кожного нового міста не обходяться без оглядин його архітектурних пам'яток.
Про справжні наміри від'їзду до Каліфорнії він зізнався батькам лише тоді, коли отримав перші ролі. Але сталося це не відразу. Хлопець не мав жодного досвіду, тому мусив довідатися хоч про якісь ази акторського фаху у класі Роя Лондона. Він разом зі ще сімома колегами наймав трикімнатну квартиру, у двох спальнях та вітальні якої не було жодних меблів, зате бігали таргани. Бред ходив на всілякі можливі прослуховування і це нарешті дало якісь результати. Завдяки природному акторському таланту та зовнішності його помітили у телерекламі джинсів «Levi's» 501 моделі. Хлопець з білявим довгим волоссям, блакитними очима, зростом 180 сантиметрів та вагою 70 кілограмів привертав до себе увагу.
1987 року отримує роль приятеля Прісцилли Преслі і з'являється в 5 частинах відомого телесеріалу про техаських нафтових магнатів «Даллас». Дещо пізніше з'являється в одній серії популярного підліткового телесеріалу «Джамп-Стріт, 21» та в кількох серіях «Класного керівника». З'являвся також в окремих серіях телесеріалів: «Інший світ», «Байки зі склепу», «Життя розпочинається після 30 років». У 6-серійному мінісеріалі 1988 року «Дні слави» (Glory Days) він вже виконував головну роль.
У кіно він дебютує двома епізодичними ролями ще 1987 року, але його справжнім кінодебютом можна вважати роль у фільмі 1989 року «Гострий клас». Зараз Пітт характеризує цю стрічку як «поганий, поганий фільм жахів для підлітків, який соромно показувати навіть по кабельному телебаченню у пізні вечірні години». Також під час зйомок у цій стрічці він познайомився з своїм першим голлівудським коханням, акторкою Джілл Шолен. Але цей роман не тривав довго, бо вже наступного року Бред під час спільних зйомок у телефільмі «Занадто молода, щоб померти?» зійшовся з 16-річною на той час акторкою Джульєт Льюїс. Вони прожили разом наступні три роки.
Фільмом, що відразу зробив Пітта відомим, стала стрічка 1991 року режисера Рідлі Скотта «Телма і Луїза» про двох жінок, що втікають від одноманітності провінційного життя на пошуки пригод. Головні ролі виконували популярні акторки Сюзан Сарандон і Джина Девіс. Пітт з'являвся у цій стрічці на 10-15 хвилин. Він виконував роль вільного юнака, який проводить з героїнею Джини Девіс одну ніч в мотелі, а вранці зникає з усіма її заощадженнями. Після цієї ролі Пітта стали вважати секс-символом.
Великим успіхом можна вважати роль Пітта у стрічці відомого актора та режисера Роберта Редфорда «Тут протікає ріка».
На завершення трирічного спільного життя з Джульєт Льюїс Пітт знявся разом з нею у стрічці «Каліфорнія» про двох психопатів-вбивць. Потім його супутницею життя на певний час стала чешка Їтка Похлодек. Після цього була участь у незалежній стрічці «Справжнє кохання» (1993), стрічка «Інтерв'ю з вампіром» (1994), праця разом з Ентоні Хопкінсом у фільмі «Легенди осені» (1994) та з Морганом Фріменом у детективі «Сім» (1995).

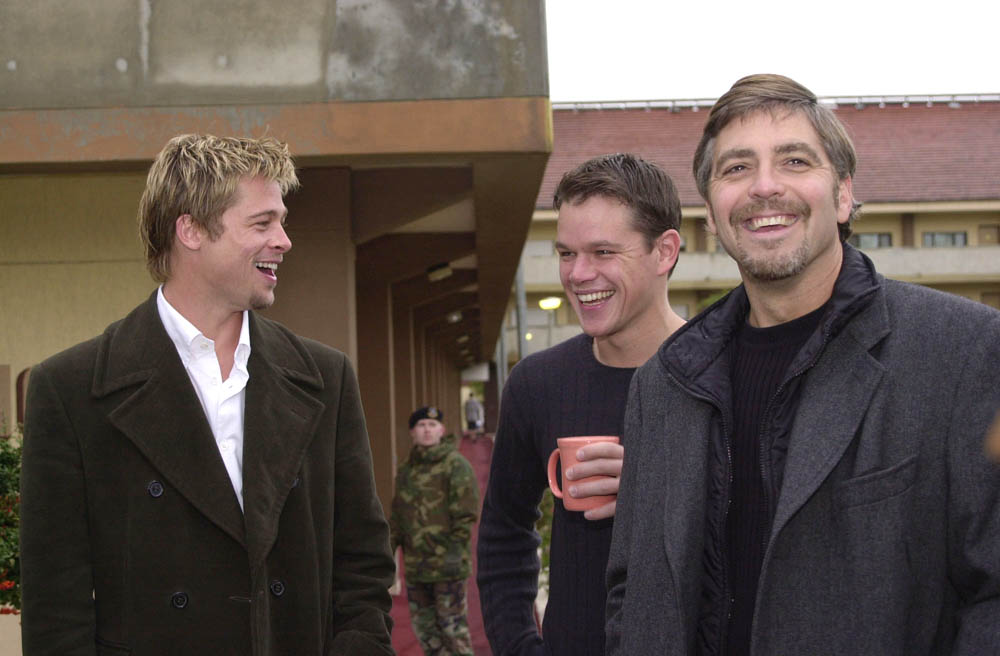
Разом із Меттом Деймоном (у центрі) та Джорджем Клуні, грудень 2001 року

За стрічку «Сім років у Тибеті», зняту в 1997 році, він отримав чек на 8 мільйонів доларів, а за роль у фільмі «Знайомтеся — Джо Блек», зняту в 1998, — вже 17,5 мільйона. Актору пропонували ще більші суми: 25 мільйонів за участь у бойовиках, на що він категорично не погоджувався. Пітт говорив:
|  | Я вибираю ролі і фільми відповідно до мого настрою у дану хвилину. Я не хочу грати наперекір своїм почуттям. І маю намір і надалі так поводитися. Дехто з моїх найвідоміших колег при доборі ролей керується уподобаннями та сподіваннями інших людей. Я хотів би уникнути цього і поводитися так, як я роблю це зараз, тобто грати у фільмах, котрі щось значать передусім для мене самого |

При виборі сценаріїв Пітт найбільше прислуховувався до порад свого батька, який був для нього найбільшим авторитетом. За роль у стрічці «12 мавп» Пітт отримав престижну нагороду «Золотий глобус» як найкращий другоплановий актор.
Після провальної мелодрами «Знайомтеся — Джо Блек» (1998) Мартіна Бреста, Пітт знову знявся у Девіда Фінчера — після їхнього фільму «Бійцівський клуб» (1999) актор заявив, що ненавидить битися. Подальші ролі Пітта («Мексиканець», «Шпигунська гра», «Одинадцять друзів Оушена» та його продовження) на тлі його гри у Фінчера здавались критикам кроком назад.
За роль каскадера Кліффа Бута у чорній трагікомедії Квентіна Тарантіно «Одного разу в Голлівуді» (2019) став фаворитом «сезону кінонагород», здобувши, зокрема, перший акторський «Оскар». До ролі Бута Пітт повернеться у сиквелі «Одного разу в Голлівуді» — «Пригоди Кліффа Бута», зрежисованому Девідом Фінчером.

## Особисте життя

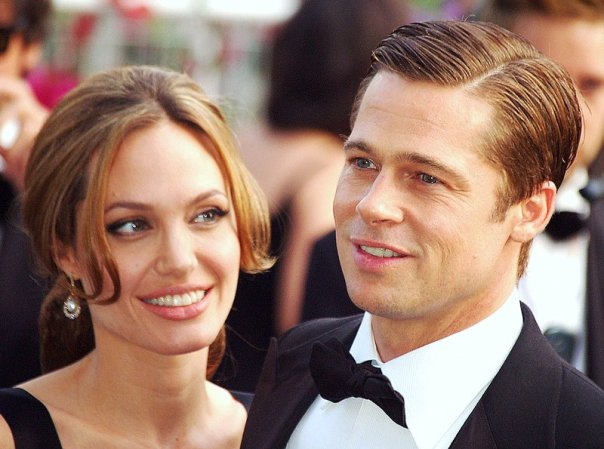
Разом із Анджеліною Джолі на Каннському кінофестивалі, травень 2007 року

Під час зйомок у стрічці «Сім» Пітт зійшовся з акторкою Гвінет Пелтроу. Було навіть оголошено про їхні заручини та наступний шлюб. Повідомлення про розлучення цієї пари здивувало всіх. Одні стверджують, що Пелтроу вирішила, що вона ще не готова до шлюбу, інші — що Пітт зрадив з іншою дівчиною, акторкою Клер Форлані, під час зйомок у стрічці «Знайомтеся — Джо Блек».
У 2000 році Пітт одружився з акторкою Дженніфер Еністон. Весілля пройшло з голлівудським розмахом і обійшлось подружжю в мільйон доларів (350 тисяч пішло на їжу, 20 — на салют, 75 — на квіти і 100 — на охорону). Чотири роки шлюб здавався майже безхмарним, але в січні 2005 року вони розлучилися. Як вважає більшість журналістів — із вини Анджеліни Джолі, яка була партнеркою Бреда в комедійному бойовику «Містер і місіс Сміт».
Починаючи з 2005 року, Пітта дедалі частіше бачили разом з Анджеліною Джолі. У травні 2006 року Анджеліна народила від Бреда дочку. Цивільний шлюб з Джолі для Пітта — другий досвід серйозних стосунків. У 2010 році пара узаконила стосунки. Вмовили їх на це шестеро їхніх дітей: пара виховує Захару з Ефіопії, Медокса з Камбоджі, Пакса з В'єтнаму, а також своїх біологічних дітей — доньку Шилох-Нувель і двійнят Нокса і Вів'єн.
У вересні 2016 року після 11 років спільного життя пара Джолі-Пітт розійшлася. Спочатку діти, за наполяганням Анджеліни, мали лишитися із нею, проте потім 2 дітей заявили, що хочуть жити із батьком.
Актор має різноманітні уподобання. Він тримав вдома кількох собак, тераріум з кількома десятками хамелеонів. Пітт не раз заявляв, що він ставить музику понад кіно. Тому в кількох будинках Пітта можна бачити гітари, цілі стоси компакт-дисків та програвачі. Він любить антикваріат, його будинок наповнено старими меблями ручної роботи. До зйомок у стрічці «Сім років у Тибеті» про німця, що у роки другої світової війни став учителем Далай Лами, Пітт дуже боявся висоти. В рамках підготовки до зйомок він побував з партнером Девідом Тьюлісом у швейцарських Альпах, італійських Доломітах і так захопився горами, що навіть подумував серйозно зайнятись альпінізмом.

## Нагороди та номінації
| Нагорода                               | Рік  | Категорія                                            | Робота                                    | Результат | Пос.          |
| -------------------------------------- | ---- | ---------------------------------------------------- | ----------------------------------------- | --------- | ------------- |
| Оскар                                  | 1996 | Найкраща чоловіча роль другого плану                 | 12 мавп                                   | Номінація | [ 10 ]        |
| Оскар                                  | 2009 | Найкраща чоловіча роль                               | Загадкова історія Бенджаміна Баттона      | Номінація | [ 11 ]        |
| Оскар                                  | 2012 | Найкраща чоловіча роль                               | Людина, яка змінила все                   | Номінація | [ 12 ]        |
| Оскар                                  | 2012 | Найкращий фільм                                      | Людина, яка змінила все                   | Номінація | [ 12 ]        |
| Оскар                                  | 2014 | Найкращий фільм                                      | 12 років рабства                          | Перемога  | [ 13 ]        |
| Оскар                                  | 2016 | Найкращий фільм                                      | Гра на пониження                          | Номінація | [ 14 ]        |
| Оскар                                  | 2020 | Найкраща чоловіча роль другого плану                 | Одного разу в Голлівуді                   | Перемога  | [ 15 ]        |
| BAFTA                                  | 2009 | Найкраща чоловіча роль другого плану                 | Прочитати і спалити                       | Номінація | [ 16 ]        |
| BAFTA                                  | 2009 | Найкраща чоловіча роль                               | Загадкова історія Бенджаміна Баттона      | Номінація | [ 16 ]        |
| BAFTA                                  | 2012 | Найкраща чоловіча роль                               | Людина, яка змінила все                   | Номінація | [ 17 ]        |
| BAFTA                                  | 2014 | Найкращий фільм                                      | 12 років рабства                          | Перемога  | [ 18 ]        |
| BAFTA                                  | 2020 | Найкраща чоловіча роль другого плану                 | Одного разу в Голлівуді                   | Перемога  | [ 19 ]        |
| Золотий глобус                         | 1995 | Найкраща чоловіча роль — драма                       | Легенди осені                             | Номінація | [ 20 ]        |
| Золотий глобус                         | 1996 | Найкраща чоловіча роль другого плану                 | 12 мавп                                   | Перемога  | [ 21 ]        |
| Золотий глобус                         | 2007 | Найкраща чоловіча роль другого плану                 | Вавилон                                   | Номінація | [ 22 ] [ 23 ] |
| Золотий глобус                         | 2009 | Найкраща чоловіча роль — драма                       | Загадкова історія Бенджаміна Баттона      | Номінація | [ 22 ] [ 23 ] |
| Золотий глобус                         | 2012 | Найкраща чоловіча роль — драма                       | Людина, яка змінила все                   | Номінація | [ 22 ] [ 23 ] |
| Золотий глобус                         | 2015 | Найкращий мінісеріал або телефільм                   | Звичайне серце                            | Номінація | [ 22 ] [ 23 ] |
| Золотий глобус                         | 2020 | Найкраща чоловіча роль другого плану                 | Одного разу в Голлівуді                   | Перемога  | [ 22 ] [ 23 ] |
| Золотий глобус                         | 2023 | Найкраща чоловіча роль другого плану                 | Вавилон                                   | Номінація | [ 22 ] [ 23 ] |
| Еммі                                   | 2002 | Найкращий запрошений актор у комедійному телесеріалі | Друзі                                     | Номінація | [ 24 ]        |
| Еммі                                   | 2014 | Найкращий телефільм                                  | Звичайне серце                            | Перемога  | [ 25 ]        |
| Еммі                                   | 2015 | Найкращий телефільм                                  | Соловейко                                 | Номінація | [ 25 ]        |
| Еммі                                   | 2020 | Найкращий запрошений актор у комедійному телесеріалі | Суботнього вечора в прямому ефірі         | Номінація | [ 26 ]        |
| Еммі                                   | 2021 | Найкращий мінісеріал або серіал-антологія            | Підземна залізниця                        | Номінація | [ 26 ]        |
| Еммі                                   | 2024 | Найкращий драматичний телесеріал                     | Проблема 3 тіл                            | Номінація | [ 26 ]        |
| Премія Гільдії кіноакторів             | 2007 | Найкращий акторський склад в ігровому кіно           | Вавилон                                   | Номінація | [ 27 ]        |
| Премія Гільдії кіноакторів             | 2009 | Найкраща чоловіча роль                               | Загадкова історія Бенджаміна Баттона      | Номінація | [ 28 ]        |
| Премія Гільдії кіноакторів             | 2009 | Найкращий акторський склад в ігровому кіно           | Загадкова історія Бенджаміна Баттона      | Номінація | [ 28 ]        |
| Премія Гільдії кіноакторів             | 2010 | Найкращий акторський склад в ігровому кіно           | Безславні виродки                         | Перемога  | [ 29 ]        |
| Премія Гільдії кіноакторів             | 2012 | Найкраща чоловіча роль                               | Людина, яка змінила все                   | Номінація | [ 30 ]        |
| Премія Гільдії кіноакторів             | 2014 | Найкращий акторський склад в ігровому кіно           | 12 років рабства                          | Номінація | [ 31 ]        |
| Премія Гільдії кіноакторів             | 2016 | Найкращий акторський склад в ігровому кіно           | Гра на пониження                          | Номінація | [ 32 ]        |
| Премія Гільдії кіноакторів             | 2020 | Найкращий акторський склад в ігровому кіно           | Одного разу в Голлівуді                   | Номінація | [ 33 ]        |
| Премія Гільдії кіноакторів             | 2020 | Найкраща чоловіча роль другого плану                 | Одного разу в Голлівуді                   | Перемога  | [ 33 ]        |
| Премія Гільдії кіноакторів             | 2023 | Найкращий акторський склад в ігровому кіно           | Вавилон                                   | Номінація | [ 34 ]        |
| Супутник                               | 2001 | Найкращий актор другого плану — комедія або мюзикл   | Великий куш                               | Номінація |               |
| Супутник                               | 2006 | Найкращий актор другого плану                        | Вавилон                                   | Номінація |               |
| Супутник                               | 2011 | Найкращий актор — драма                              | Людина, яка змінила все                   | Номінація |               |
| Супутник                               | 2019 | Найкращий актор другого плану                        | Одного разу в Голлівуді                   | Номінація |               |
| Венеційський міжнародний кінофестиваль | 2007 | Кубок Вольпі за найкращу чоловічу роль               | Як боязкий Роберт Форд убив Джесі Джеймса | Перемога  |               |
| Національна рада кінокритиків США      | 2019 | Найкраща чоловіча роль другого плану                 | Одного разу в Голлівуді                   | Перемога  |               |
| AACTA International Awards             | 2020 | Найкраща чоловіча роль другого плану                 | Одного разу в Голлівуді                   | Перемога  |               |